# Brasserie Augrenoise
Brasserie Augrenoise is een Belgische ambachtelijke microbrouwerij te Casteau in Zinnik (Soignies) in de provincie Henegouwen.

## Geschiedenis
De brouwerij werd opgericht in 2001 in een gebouw in het Home Saint-Alfred als integratieproject voor gehandicapte volwassenen van het home. Eenmaal per maand wordt er op artisanale wijze bier gebrouwen. De brouwinstallatie werd samengesteld uit inox ketels uit een industriële melkerij. De lagertanks werden gerecupereerd uit de experimentele minibrouwerij van de Katholieke Universiteit Leuven. De naam van de brouwerij is afkomstig van de plaatsnaam Augrenée, waar de brouwerij gevestigd is. Een groep vrijwilligers (Les Saugrenus genaamd) houden mee de brouwerij draaiende.
De bieren zijn vooral plaatselijk verkrijgbaar, maar ook ruimer in de provincie.

## Bieren
- Augrenoise, blond, 6,5%
- Augrenoise de Noël, blond, 9,5%
- Augrenette, witbier, 4,5%[2]